# Mare de Déu del Coll (Guiró)
La Mare de Déu del Coll és una ermita del poble d'Aguiró, en el terme municipal de la Torre de Cabdella, del Pallars Jussà. Està situada en el Serrat de la Capella, en un coll que dona nom a l'ermita, a ponent de Guiró. És en el contrafort sud-oriental del Tossal de Tuiro i a llevant del Coll d'Oli. És una obra inclosa a l'Inventari del Patrimoni Arquitectònic de Catalunya.

## Descripció
Ermita esfondrada d'una petita nau. Porta i obertures modificades. Està situada a dalt d'un turó, al mig dels prats abandonats. La coberta era a dues vessants de maçoneria. Resten els murs perimetrals. Actualment s'ha restaurat la coberta a dues vessants.

## Història
La parròquia és del bisbat de Lleida, arxiprestat del Pont de Suert, a diferència de les restants del terme, del bisbat d'Urgell, i segons Ceferí Rocafort havia pertangut al monestir de Lavaix.